# Wild Bill Elliott
Wild Bill Elliott, von 1927 bis 1938 Gordon Elliott, von 1938 bis 1943 Bill Elliott genannt, (* 16. Oktober 1904 in Pattonsburg, Missouri als Gordon Nance; † 26. November 1965 in Las Vegas) war ein US-amerikanischer Schauspieler. Er spezialisierte sich auf die Darstellung der rauen Helden von B-Western, insbesondere der Filmreihe Red Ryder.

## Leben
Gordon Nance wurde auf einer Ranch in der Nähe von Pattonsburg, Missouri, als Sohn des Viehhändlers Leroy Whitfield Nance und seiner Frau Maude Myrtle Auldridge geboren.
Der junge Nance wuchs im Umkreis von 20 Meilen um seinen Geburtsort auf, den größten Teil seiner Jugend verbrachte er auf einer Ranch in der Nähe von King City, Missouri. Sein Vater war Viehzüchter und Kommissionskäufer für die Viehhöfe von Kansas City. Reiten und Abseilen waren Teil von Nance’ Erziehung. 1920 belegte er bei der American Royal-Pferdeschau den ersten Platz in einer Rodeo-Veranstaltung. Er besuchte kurz das Rockhurst College, eine Jesuitenschule in Kansas City, ging aber bald nach Kalifornien und hoffte, Schauspieler zu werden.
Bis 1925 erhielt er gelegentlich Statistenrollen in Filmen. Er nahm Unterricht am Pasadena Playhouse und trat dort in einigen Bühnenrollen auf. 1927 spielte er in Der Arizona-Tiger seine erste Hauptrolle. Es folgten mehrere Nebenrollen und er nannte sich Gordon Elliott, doch als die Studios zum Tonfilm übergingen, schlüpfte er wieder in Statisten- und Nebenrollen, wie 1929 in Broadway Scandals. In den nächsten acht Jahren wirkte er in über 100 Filmen für verschiedene Studios mit, aber fast immer in unbezahlten Rollen als Statist.
Nance begann, in einigen kleineren B-Western aufzufallen, so dass Columbia Pictures 1938 ihm die Titelrolle in dem Serial The Great Adventures of Wild Bill Hickok anbot. Das Serial war so erfolgreich und „Gordon Elliott“ so sympathisch, dass Columbia ihn zum Hauptdarsteller in seiner eigenen Reihe von Westernfilmen beförderte und damit Columbias zweitgrößten Cowboy-Star Robert „Tex“ Allen ablöste. Von nun an war Gordon Nance alias Gordon Elliott als „Bill Elliott“ bekannt. Innerhalb von zwei Jahren gehörte er zu den Top-10-Westernstars des Motion Picture Herald, wo er in den nächsten 15 Jahren bleiben sollte.
1943 unterschrieb Bill Elliott bei Republic Pictures, die ihn in einer Reihe von Western an der Seite von George „Gabby“ Hayes besetzten. Der erste dieser Filme, Calling Wild Bill Elliott, gab Nance den Namen, unter dem er am besten bekannt sein sollte und unter dem er für den Rest seiner Karriere fast ausschließlich genannt wurde: Wild Bill Elliott.
Nach mehreren Filmen, in denen sowohl der Schauspieler als auch die Figur den Namen „Wild Bill Elliott“ trugen, übernahm er die Rolle, für die er am besten in Erinnerung bleiben sollte: die des Red Ryder in einer Reihe von 16 Filmen über den berühmten Comic-Cowboy und seinen jungen indianischen Begleiter Little Beaver (in Bill Elliotts Filmen gespielt von Bobby Blake). Bill Elliott spielte die Rolle nur zwei Jahre lang, aber sie wird für immer mit ihm verbunden sein. Wild Bill Elliotts Markenzeichen war ein Paar Gewehre, die er mit dem Hinterteil nach vorne im Halfter trug.
Bill Elliotts Karriere florierte während und nach den Red-Ryder-Filmen, und er drehte bis in die frühen 1950er Jahre hinein B-Western. In den späten 1940er Jahren hatte er auch seine eigene Radioshow. Seinen letzten Vertrag als Westernstar schloss er mit Monogram Pictures ab, wo die Budgets zurückgingen, da der B-Western sein Publikum an das Fernsehen verlor. Als Monogram 1953 in die Allied Artists Pictures Corporation umgewandelt wurde, stellte das Unternehmen seine Westernproduktionen ein, und Elliott beendete seinen Vertrag mit der Rolle eines Mordkommissars in einer Serie von fünf Kriminalfilmen, das erste Mal seit 1938, in dem er nicht in einem Western spielte.
Wild Bill Elliott zog sich 1957 aus dem Filmgeschäft zurück (mit Ausnahme einiger TV-Western-Pilotfilme, die nicht weiterverfolgt wurden). Er arbeitete eine Zeit lang als Pressesprecher für Viceroy-Zigaretten und moderierte eine lokale Fernsehsendung in Las Vegas, in der viele seiner Westernfilme gezeigt wurden.
Gordon Nance heiratete im Februar 1927 Helen Josephine Meyers. Ihre Tochter Barbara Helen Nance wurde am 14. Oktober 1927 geboren. Nance und seine Frau ließen sich 1961 scheiden. Im selben Jahr heiratete er Dolly Moore. Nach seiner Pensionierung im Jahr 1957 zog er von Los Angeles nach Las Vegas, wo er eine Ranch kaufte. Dort starb er am 26. November 1965 im Alter von 61 Jahren an Lungenkrebs. Er wurde auf dem Palm Downtown Mortuary/Cemetery in Las Vegas beigesetzt.

## Filmografie (Auswahl)

### Red-Ryder-Filme
- 1944: Tucson Raiders
- 1944: Marshal of Reno
- 1944: The San Antonio Kid
- 1944: Cheyenne Wildcat
- 1944: Vigilantes of Dodge City
- 1944: Sheriff of Las Vegas
- 1945: Great Stagecoach Robbery
- 1945: Lone Texas Ranger
- 1945: Phantom of the Plains
- 1945: Marshal of Laredo
- 1945: Colorado Pioneers
- 1945: Wagon Wheels Westward
- 1946: California Gold Rush
- 1946: Sheriff of Redwood Valley
- 1946: Sun Valley Cyclone
- 1946: Conquest of Cheyenne

### Serials
- 1938: The Great Adventures of Wild Bill Hickok
- 1939: Overland with Kit Carson
- 1942: The Valley of Vanishing Men

### Weitere Filme
- 1927: Der Arizona-Tiger (The Arizona Wildcat)
- 1927: Frauenheld wider Willen (The Drop Kick)
- 1927: Das Liebesleben der schönen Helena (The Private Life of Helen of Troy)
- 1928: Beyond London Lights
- 1928: Restless Youth
- 1928: The Passion Song
- 1929: Broadway Scandals
- 1930: She Couldn’t Say No
- 1931: Straßen der Weltstadt (City Streets)
- 1931: Vor Blondinen wird gewarnt (Platinum Blonde)
- 1932: Ein Dieb mit Klasse (Jewel Robbery)
- 1932: Eine Stunde mit Dir (One Hour With You)
- 1932: The Final Edition
- 1932: Die Mumie (The Mummy)
- 1932: Sehnsucht ohne Ende (Forbidden)
- 1932: Silberdollar (Silver Dollar)
- 1932: Rettender Ruin (A Successful Calamity)
- 1933: Der Detektiv und die Spielerin (Private Detective 62)
- 1933: Eine Frau vergisst nicht (Only Yesterday)
- 1933: Goldgräber von 1933 (Gold Diggers of 1933)
- 1933: Hotel auf dem Ozean (Luxury Liner)
- 1933: Ich tanze nur für Dich (Dancing Lady)
- 1933: Der kleine Gangsterkönig (The Little Giant)
- 1933: Meine Lippen lügen nicht (My Lips Betray)
- 1934: Registered Nurse
- 1934: Der Schrecken der Rennbahn (6 Day Bike Rider)
- 1934: Das Mädel aus der Unterwelt (Upperworld)
- 1935: Der FBI-Agent ('G' Men)
- 1935: Die Frau auf Seite 1 (Front Page Woman)
- 1935: Gefährliche Liebe (Dangerous)
- 1935: The Girl from 10th Avenue
- 1935: Die Goldgräber von 1935 (Gold Diggers of 1935)
- 1935: The Goose and the Gander
- 1935: Im Scheinwerferlicht (Bright Lights)
- 1935: Man of Iron
- 1935: Moonlight on the Prairie
- 1935: Die öffentliche Meinung (Reckless)
- 1935: Personal Maid’s Secret
- 1935: Traveling Saleslady
- 1935: The Woman in Red
- 1936: The Case of the Velvet Claws
- 1936: The Case of the Black Cat
- 1936: Favorit auf allen Bahnen (Down the Stretch)
- 1936: Fugitive in the Sky
- 1936: Höhe Null (Ceiling Zero)
- 1936: Murder by an Aristocrat
- 1936: The Murder of Dr. Harrigan
- 1936: Polo Joe
- 1936: Trailin’ West
- 1936: Der wandelnde Leichnam (The Walking Dead)
- 1936: Wem gehört die Stadt? (Bullets or Ballots)
- 1937: Guns of the Pecos
- 1937: Midnight Court
- 1937: Swing It Professor
- 1937: Melody for Two
- 1937: Speed to Spare
- 1937: Boots and Saddles
- 1937: Wife, Doctor and Nurse
- 1937: Ride Along, Cowboy
- 1937: Love Takes Flight
- 1937: Boy of the Streets
- 1938: The Lady in the Morgue
- 1938: In Early Arizona
- 1939: Frontiers of ’49
- 1939: Lone Star Pioneers
- 1939: The Law Comes to Texas
- 1939: The Taming of the West
- 1940: Pioneers of the Frontier
- 1940: The Man from Tumbleweeds
- 1940: The Return of Wild Bill
- 1940: Prairie Schooners
- 1940: Beyond the Sacramento
- 1940: The Wildcat of Tucson
- 1941: Across the Sierras
- 1941: North from the Lone Star
- 1941: The Return of Daniel Boone
- 1941: Hands Across the Rockies
- 1941: The Son of Davy Crockett
- 1941: King of Dodge City
- 1941: Roaring Frontiers
- 1942: The Lone Star Vigilantes
- 1942: Bullets for Bandits
- 1942: North of the Rockies
- 1942: The Devil’s Trail
- 1942: Prairie Gunsmoke
- 1942: Vengeance of the West
- 1943: Calling Wild Bill Elliott
- 1943: The Man from Thunder River
- 1943: Bordertown Gun Fighters
- 1943: Wagon Tracks West
- 1943: Overland Mail Robbery
- 1943: Death Valley Manhunt
- 1944: Mojave Firebrand
- 1944: Hidden Valley Outlaws
- 1945: Bells of Rosarita
- 1946: Karten, Kugeln, Banditen (Plainsman and the Lady)
- 1946: Der Bandit von Sacramento (In Old Sacramento)
- 1946: Conquest of Cheyenne
- 1947: Hyänen der Prärie (Wyoming)
- 1947: Brennende Grenze (The Fabulous Texan)
- 1948: Der Rächer von Los Angeles (Old Los Angeles)
- 1948: Die rauhen Reiter der furchtlosen Legion (The Gallant Legion)
- 1949: Kopfpreis 5000 Dollar (Hellfire)
- 1949: Überfall auf Expreß 44 (The Last Bandit)
- 1950: Terror über Colorado (The Savage Horde)
- 1950: Blutrache in Montana (The Showdown)
- 1950: The Marshall of Trail City (Fernsehfilm)
- 1951: The Longhorn
- 1952: Fargo
- 1952: Waco
- 1952: Kansas Territory
- 1952: The Maverick
- 1953: The Homesteaders
- 1953: Morgen wirst du gekillt, Johnny (Rebel City)
- 1953: Topeka
- 1953: Hängt ihn (Vigilante Terror)
- 1954: Der Rächer von Montana (Bitter Creek)
- 1954: Goldräuber von Oklahoma (The Forty-Niners)
- 1955: Dial Red O
- 1955: Sudden Danger
- 1956: Calling Homicide
- 1957: Chain of Evidence
- 1957: Footsteps in the Night